# Vojaški red Maksimilijana Jožefa
Vojaški red Maksimilijana Jožefa (nemško Militär-Max-Joseph-Orden) je bilo najvišje vojaško odlikovanje bavarske kraljevine, ki ga je 1. januarja 1806 ustanovil Maksimilijan Jožef I. Bavarski, prvi kralj Bavarske.
Razred je imel tri stopnje:
- veliki križec,
- poveljniški križec in
- viteški križec.

Vsi prejemniki odlikovanja, ki še niso bili plemiči, so dobili plemiški naziv Ritter von (vitez iz/od).